# Josh Homme
Joshua Michael Homme (Palm Springs, Kalifornija; 17. svibnja 1973.), američki gitarist, pjevač i producent. Bio je osnivač i gitarist stoner rock sastava Kyuss, osnivač je i jedini stalni član Queens of the Stone Age te je član sastava Eagles of Death Metal te rock supergrupe Them Crooked Vultures.

## Diskografija
Kyuss
- Sons of Kyuss (1990.)
- Wretch (1991.)
- Blues for the Red Sun (1992.)
- Welcome to Sky Valley (1994.)
- ...And the Circus Leaves Town (1995.)
- Muchas Gracias: The Best Of Kyuss (2000.)

The Desert Sessions
- Volumes 1 & 2 (1998.)
- Volumes 3 & 4 (1998.)
- Volumes 5 & 6 (1999.)
- Volumes 7 & 8 (2001.)
- Volumes 9 & 10 (2003.)

Queens of the Stone Age
- Queens of the Stone Age (1998.)
- Rated R (2000.)
- Songs for the Deaf (2002.)
- Lullabies to Paralyze (2005.)
- Era Vulgaris (2007.)
- ...Like Clockwork (2013.)

Eagles of Death Metal
- Peace, Love, Death Metal (2004.)
- Death by Sexy (2006.)
- Heart On (2008.)

Them Crooked Vultures
- Them Crooked Vultures (2009.)